# Légende de Hinemoa et Tutanekai
La légende de Hinemoa et Tutanekai est une légende maorie de Nouvelle-Zélande.

## Légende

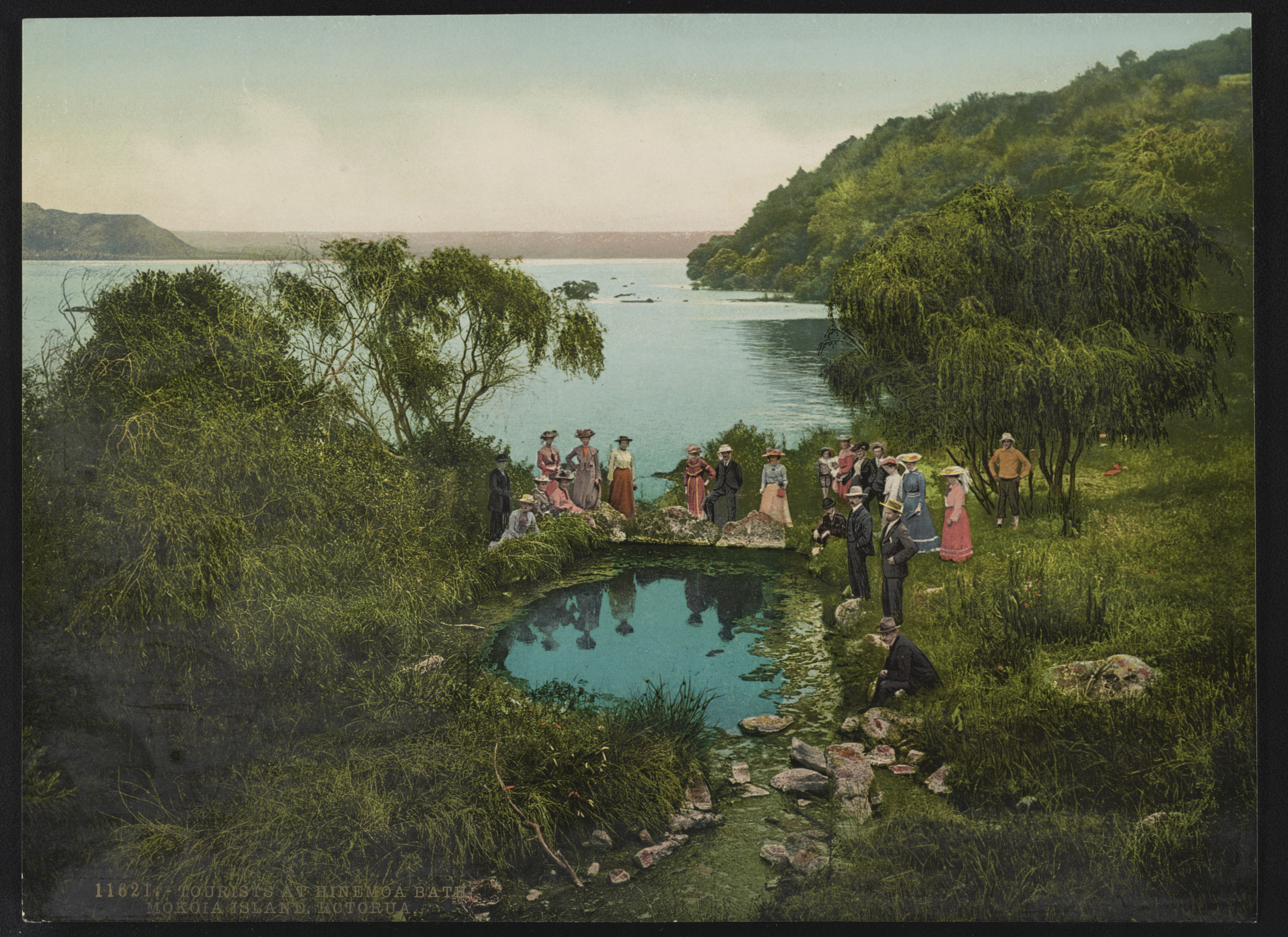
Des touristes occidentaux visitent la source d'eau chaude où se serait reposée Hinemoa après son arrivée sur l'île Mokoia. Photochrome de 1890.

Hinemoa est la fille d'un chef maori, Umakaria, et fait partie de la tribu Te Arawa de Rotorua. Elle habite sur les rives du lac Rotorua. Un jour, elle tombe amoureuse de Tutanekai, un homme d'une autre tribu et d'un rang inférieur.
Le père de Hinemoa, Umakaria, chef des rives du lac, ordonne qu'il lui soit interdit d'aller en canoë au village de Tutanekai, situé sur l'île de Mokoia, au centre du lac. Hinemoa décide alors de nager les 3,2 km les séparant, . La nuit venue, elle attache des gourdes à son corps afin de flotter plus facilement, se débarrasse de ses vêtements, puis plonge depuis un rocher. Elle nage, guidée par le son de la flûte de son amant. Elle arrive sur l'île de Mokoia et se repose dans une source d'eau chaude.
Tiki, le serviteur de Tutanekai, vient prendre de l'eau pour son maître. Hinemoa prend alors l'apparence d'un homme et brise sa calebasse à trois reprises. Finalement, Tutanekai arrive à la source et découvre Hinemoa. Les deux se rendent à son whare et se marient.
La figure de Tiki change selon les différentes version de la légende : il est tantôt un serviteur, tantôt un compagnon de Tutanekai, voire est complètement absent du récit.
Dans certaines versions, Tiki est dévasté par la[Quoi ?]

## Représentations

### Littérature

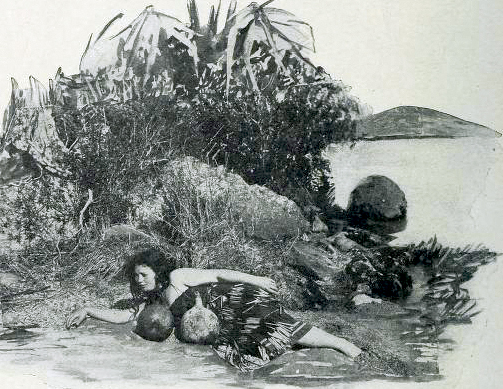
Hinemoa (interprétée par Maata Horomona) arrivée sur l'île de Mokoia, dans le film de Gaston Méliès Hinemoa (1913).

La légende de Hinemoa et Tutanekai devient populaire en Nouvelle-Zélande au début du XXe siècle parmi la population européenne, et fait l'objet de nombreuses publications.
En 2003, l'autrice maorie Ngahuia Te Awekotuku s'appuie sur une autre version de la légende dans la tradition orale maorie : Tutanekai préfère en réalité un homme, son ami intime Tiki. Hinemoa s'habille alors comme un homme afin de séduire Tutanekai. Te Awekotuku réécrit la rencontre entre Hinemoa et Tutanekai en faisant intervenir Tiki, qui place sa main sur la hanche de son compagnon pour montrer qu'il lui appartient.

### Peinture
Hinemoa apparaît dans de nombreuses peintures faites par des occidentaux à la fin du XIXe siècle au début du XXe siècle, et reflète souvent l'image stéréotypée de la vahiné.

### Cinéma
La légende de Hinemoa et Tutanekai a été mise en scène par le réalisateur français Gaston Méliès en 1912 dans le film Hinemoa, avec l'actrice Maata Horomona.